# Enikő Mihalik
Enikő Mihalik ([ˈɛnikøː ˈmihɒlik]; Békéscsaba, 11 de maio de 1987) é uma modelo húngara que ganhou destaque após ficar em 4º lugar no Elite Model Look 2002 e é conhecida por seu trabalho com a equipe de fotografia holandesa Inez van Lamsweerde e Vinoodh Matadin.

## Carreira
Mihalik nasceu em Békéscsaba, Hungria, sede do condado húngaro de Békés. Quando jovem, seus colegas de classe frequentemente a provocavam por seu físico magro, alguns alegando que era causado por doenças. Ela foi descoberta por um olheiro da Valve em um shopping aos 15 anos de idade. Em 2002, ela participou do Hungarian Elite Model Look e venceu.
Com a vitória, ela avançou para o nível internacional da competição, realizada em Túnis, Tunísia. Ela ficou em 4º lugar, perdendo para Ana Mihajlovic, da Iugoslávia. Sua carreira começou nas passarelas. Ela estreou no desfile de alta-costura da Chanel em julho de 2006. Depois disso, ela desfilou para apenas alguns estilistas a cada temporada, mas nos desfiles da primavera/verão 2009, ela teve sua grande chance. Ela desfilou para mais de 50 designers internacionais, incluindo Shiatzy Chen, Givenchy, Blumarine, Moschino, Diane von Furstenberg, e Versace. Mihalik foi um dos rostos estreantes a estampar uma das quatorze capas da edição de outono de 2008 da revista V; os outros rostos estreantes foram Anna Selezneva, e Abbey Lee Kershaw. Cada capa apresenta um retrato de uma modelo famosa, seja da nova geração de modelos de ponta (Agyness Deyn, Lara Stone, Natasha Poly, Anja Rubik, Daria Werbowy etc.) ou da era das supermodelos (Christy Turlington, Naomi Campbell, Eva Herzigova), fotografada pela dupla Inez van Lamsweerde e Vinoodh Matadin.
Seu trabalho de campanha inclui Cesare Paciotti, Gucci, Kenzo, MaxMara, Samsonite por Viktor & Rolf, e Barneys New York. Ela também trabalhou com Retro e Paola Frani.
Seu rosto também é visto regularmente em revistas, ocasionalmente em capas. Isso inclui a capa das principais revistas de moda, como i-D, V, Self Service e, mais recentemente, Vogue Japan e Vogue Italia Beauty. Seu rosto também é visto nas páginas da Vogue e Numéro.
Sua capa mais recente é da edição de junho de 2013 da Elle Brasil.
Mihalik está atualmente classificada em 28º lugar na lista das Top 50 Mulheres do Models.com.
Ela desfilou no Victoria's Secret Fashion Show de 2009 em Nova York e em 2014 em Londres. O visual de Mihalik já foi comparado ao de Daria Werbowy por causa de seus olhos.
Ela foi escolhida para estar no Calendário Pirelli 2010, fotografado por Terry Richardson na Bahia, Brasil.
Mihalik foi a Playmate do mês da Playboy em dezembro de 2016.
Em 2019, Eniko apareceu na edição de dezembro da Harper's Bazaar Ucrânia.

## Vida pessoal
Mihalik é amiga das modelos Iekeliene Stange e Barbara Palvin. Ela namorou o jogador de futebol dinamarquês Mathias Jørgensen e o empresário Vladimir Restoin Roitfeld.
Em março de 2021, ela se casou com Dávid Korányi, conselheiro-chefe da diplomacia municipal do prefeito de Budapeste, Gergely Karácsony. Eles estão esperando uma filha em julho.